# Sonerila amoena
Sonerila amoena är en tvåhjärtbladig växtart som beskrevs av Reinier Cornelis Bakhuizen van den Brink. Sonerila amoena ingår i släktet Sonerila och familjen Melastomataceae. Inga underarter finns listade i Catalogue of Life.